# Pāngāla
Pāngāla är en ort i Indien.   Den ligger i distriktet Udupi och delstaten Karnataka, i den södra delen av landet, 1 700 km söder om huvudstaden New Delhi. Pāngāla ligger 15 meter över havet och antalet invånare är 1 948.
Terrängen runt Pāngāla är platt. Havet är nära Pāngāla västerut. Runt Pāngāla är det tätbefolkat, med 411 invånare per kvadratkilometer. Närmaste större samhälle är Udipi, 9,4 km norr om Pāngāla. Omgivningarna runt Pāngāla är en mosaik av jordbruksmark och naturlig växtlighet.